# ノルデベルト
ノルベルトもしくはノルデベルト (ドイツ語: Norbert  フランス語: Nordebert 生年不詳 - 697年) は、ネウストリアの宮宰（687年 - 697年）、ブルグンディアの統治者（687年 - 695年）。ピピン2世の忠実な家臣で、テルトリーの戦いの後にピピン2世と共にネウストリアとブルグンディアの支配者となった。695年頃にピピン2世の息子グリモアルド2世に宮宰の地位を譲り、697年に死去。ブルグンディアはピピン2世の別の息子ドロゴに与えられた。